# Puchar Europy Mistrzów Klubowych w piłce siatkowej (1973/1974)
Puchar Europy Mistrzów Krajowych 1973/1974 - 15. sezon Pucharu Europy Mistrzów Krajowych rozgrywanego od 1959 roku, organizowanego przez Europejską Konfederację Piłki Siatkowej (CEV) w ramach europejskich pucharów dla męskich klubowych zespołów siatkarskich "starego kontynentu".

## Drużyny uczestniczące
| Państwo        | Drużyna                    |
| -------------- | -------------------------- |
| Albania        | Partizani Tirana           |
| Austria        | DTJ Wiedeń                 |
| Belgia         | Rembert Torhout            |
| Bułgaria       | CSKA Sofia                 |
| Czechosłowacja | Dukla Liberec              |
| Finlandia      | Rateko                     |
| Francja        | MUC Montpellier            |
| Grecja         | Panathinaikos Ateny        |
| Hiszpania      | Hispano Frances Barcelona  |
| Holandia       | Starlift Blokkeer Rijswijk |
| Jugosławia     | Partizan Belgrad           |
| Luksemburg     | CA Luksemburg              |
| NRD            | SC Lipsk                   |
| RFN            | TSV 1860 Monachium         |
| Polska         | AZS Olsztyn                |
| Portugalia     | FC Porto                   |
| Portugalia     | Leixoes SC                 |
| Rumunia        | Dinamo Bukareszt           |
| Szwajcaria     | Spada Zurych               |
| Szwajcaria     | Servette Genewa            |
| Szwecja        | Lindingso SK               |
| Turcja         | İETT Stambuł               |
| Włochy         | Ruini Florencja            |
| Węgry          | Ujpest Dosza               |
| ZSRR           | CSKA Moskwa                |

## Runda wstępna
| Data | Drużyna 1           | Wynik | Drużyna 2           | Sety |
| ---- | ------------------- | ----- | ------------------- | ---- |
|      | Partizani Tirana    | 3:2   | İETT Stambuł        |      |
|      | İETT Stambuł        | 2:3   | Partizani Tirana    |      |
|      |                     |       |                     |      |
|      | Spada Zurych        |       | Rembert Torhout     |      |
|      | Rembert Torhout     | 3:0   | Spada Zurych        |      |
|      |                     |       |                     |      |
|      | Leixoes Porto       | 3:0   | Servette Genewa     |      |
|      | Servette Genewa     | 3:1   | Leixoes Porto       |      |
|      |                     |       |                     |      |
|      | CSKA Sofia          | 3:0   | Panathinaikos Ateny |      |
|      | Panathinaikos Ateny |       | CSKA Sofia          |      |
|      |                     |       |                     |      |
|      | TSV 1860 Monachium  | 3:0   | CA Luksemburg       |      |
|      | CA Luksemburg       |       | TSV 1860 Monachium  |      |
|      |                     |       |                     |      |
|      | MUC Montpellier     | 3:0   | FC Porto            |      |
|      | FC Porto            | 2:3   | MUC Montpellier     |      |
|      |                     |       |                     |      |
|      | Partizan Belgrad    | 3:0   | DTJ Wiedeń          |      |
|      | DTJ Wiedeń          | 3:0   | Partizan Belgrad    |      |
|      |                     |       |                     |      |
|      | Lindingso SK        | 3:2   | Rateko              |      |
|      | Rateko              | 3:0   | Lindingso SK        |      |

## Faza finałowa

### Runda 1/8
| Data | Drużyna 1                 | Wynik | Drużyna 2                  | Sety |
| ---- | ------------------------- | ----- | -------------------------- | ---- |
|      | Partizan Belgrad          | 0:3   | CSKA Moskwa                |      |
|      | CSKA Moskwa               |       | Partizan Belgrad           |      |
|      |                           |       |                            |      |
|      | MUC Montpellier           |       | SC Lipsk                   |      |
|      | SC Lipsk                  | 3:0   | MUC Montpellier            |      |
|      |                           |       |                            |      |
|      | CSKA Sofia                | 3:0   | Dukla Liberec              |      |
|      | Dukla Liberec             | 3:1   | CSKA Sofia                 |      |
|      |                           |       |                            |      |
|      | Partizani Tirana          | 3:1   | Ruini Florencja            |      |
|      | Ruini Florencja           | 3:2   | Partizani Tirana           |      |
|      |                           |       |                            |      |
|      | Hispano Frances Barcelona |       | Dinamo Bukareszt           |      |
|      | Dinamo Bukareszt          | 3:1   | Hispano Frances Barcelona  |      |
|      |                           |       |                            |      |
|      | Holandia                  |       | Rembert Torhout            |      |
|      | Rembert Torhout           | 3:1   | Starlift Blokkeer Rijswijk |      |
|      |                           |       |                            |      |
|      | Rateko                    | 0:3   | AZS Olsztyn                |      |
|      | AZS Olsztyn               | 3:0   | Rateko                     |      |
|      |                           |       |                            |      |
|      | Ujpest Dosza              | 3:0   | TSV 1860 Monachium         |      |
|      | TSV 1860 Monachium        | 3:2   | Ujpest Dosza               |      |

### Półfinał

#### Grupa A
Lipsk
Wyniki
| Data  | Drużyna 1   | Wynik | Drużyna 2       | Sety |
| ----- | ----------- | ----- | --------------- | ---- |
| 07.02 | CSKA Moskwa | 3:0   | Ruini Florencja |      |
| 07.02 | SC Lipsk    | 3:1   | CSKA Sofia      |      |
|       |             |       |                 |      |
| 08.02 | CSKA Sofia  | 3:0   | Ruini Florencja |      |
| 08.02 | CSKA Moskwa | 3:0   | SC Lipsk        |      |
|       |             |       |                 |      |
| 09.02 | CSKA Moskwa | 3:1   | CSKA Sofia      |      |
| 09.02 | SC Lipsk    | 3:0   | Ruini Florencja |      |

Tabela
| Lp. | Drużyna         | Pkt | Mecze | Mecze | Mecze | Sety | Sety | Sety  |
| Lp. | Drużyna         | Pkt | M     | W     | P     | wyg. | prz. | ratio |
| --- | --------------- | --- | ----- | ----- | ----- | ---- | ---- | ----- |
| 1   | CSKA Moskwa     | 6   | 3     | 3     | 0     | 9    | 1    | 9.000 |
| 2   | SC Lipsk        | 5   | 3     | 2     | 1     | 6    | 3    | 2.000 |
| 3   | CSKA Sofia      | 4   | 3     | 1     | 2     | 4    | 6    | 0.667 |
| 4   | Ruini Florencja | 3   | 3     | 0     | 3     | 0    | 9    | 0.000 |

#### Grupa B
Rijswijk
Wyniki
| Data  | Drużyna 1                  | Wynik | Drużyna 2                  | Sety |
| ----- | -------------------------- | ----- | -------------------------- | ---- |
| 08.02 | Dinamo Bukareszt           | 3:2   | Ujpest Dosza               |      |
| 08.02 | Starlift Blokkeer Rijswijk | 3:0   | AZS Olsztyn                |      |
|       |                            |       |                            |      |
| 09.02 | Dinamo Bukareszt           | 3:0   | Ujpest Dosza               |      |
| 09.02 | Starlift Blokkeer Rijswijk | 3:2   | AZS Olsztyn                |      |
|       |                            |       |                            |      |
| 10.02 | Dinamo Bukareszt           | 3:2   | Starlift Blokkeer Rijswijk |      |
| 10.02 | AZS Olsztyn                | 3:2   | Ujpest Dosza               |      |

Tabela
| Lp. | Drużyna                    | Pkt | Mecze | Mecze | Mecze | Sety | Sety | Sety  |
| Lp. | Drużyna                    | Pkt | M     | W     | P     | wyg. | prz. | ratio |
| --- | -------------------------- | --- | ----- | ----- | ----- | ---- | ---- | ----- |
| 1   | Dinamo Bukareszt           | 6   | 3     | 3     | 0     | 9    | 2    | 4.500 |
| 2   | Starlift Blokkeer Rijswijk | 5   | 3     | 2     | 1     | 8    | 7    | 1.143 |
| 3   | AZS Olsztyn                | 4   | 3     | 1     | 2     | 5    | 8    | 0.625 |
| 4   | Ujpest Dosza               | 3   | 3     | 0     | 3     | 4    | 9    | 0.444 |

### Finał
Paryż
Wyniki
| Data  | Drużyna 1        | Wynik | Drużyna 2                  | Sety |
| ----- | ---------------- | ----- | -------------------------- | ---- |
| 01.03 | CSKA Moskwa      | 3:1   | Starlift Blokkeer Rijswijk |      |
| 01.03 | Dinamo Bukareszt | 3:0   | SC Lipsk                   |      |
|       |                  |       |                            |      |
| 02.03 | CSKA Moskwa      | 3:2   | Dinamo Bukareszt           |      |
| 02.03 | SC Lipsk         | 3:0   | Starlift Blokkeer Rijswijk |      |
|       |                  |       |                            |      |
| 03.03 | CSKA Moskwa      | 3:2   | SC Lipsk                   |      |
| 03.03 | Dinamo Bukareszt | 3:0   | Starlift Blokkeer Rijswijk |      |

Tabela
| Lp. | Drużyna                    | Pkt | Mecze | Mecze | Mecze | Sety | Sety | Sety  |
| Lp. | Drużyna                    | Pkt | M     | W     | P     | wyg. | prz. | ratio |
| --- | -------------------------- | --- | ----- | ----- | ----- | ---- | ---- | ----- |
| 1   | CSKA Moskwa                | 6   | 3     | 3     | 0     | 9    | 1    | 9.000 |
| 2   | Dinamo Bukareszt           | 5   | 3     | 2     | 1     | 6    | 3    | 2.000 |
| 3   | SC Lipsk                   | 4   | 3     | 1     | 2     | 4    | 6    | 0.667 |
| 4   | Starlift Blokkeer Rijswijk | 3   | 3     | 0     | 3     | 0    | 9    | 0.000 |

## Klasyfikacja końcowa
| Miejsce | Drużyna                    |
| ------- | -------------------------- |
| złoto   | CSKA Moskwa                |
| srebro  | Dinamo Bukareszt           |
| brąz    | SC Lipsk                   |
| 4.      | Starlift Blokkeer Rijswijk |